# Escua bilinea
Escua bilinea är en fjärilsart som beskrevs av William Schaus 1911. Escua bilinea ingår i släktet Escua och familjen nattflyn. Inga underarter finns listade i Catalogue of Life.